# SC Klinge Seckach
Der Sportclub Klinge Seckach ist ein deutscher Frauenfußball-Verein aus Seckach, einer Gemeinde im Neckar-Odenwald-Kreis im Dreieck Heilbronn – Würzburg – Heidelberg. Acht Jahre lang gehörte der Verein der Frauen-Bundesliga an, bevor der Anschluss verloren ging und der Verein in unterklassige Ligen abstieg.

## Geschichte

Logo des SV Schlierstadt

Die Wurzeln des Vereins liegen beim SV Schlierstadt, der 1969 erstmals eine Frauenmannschaft meldete. Aus Spaß wollte man ab und zu Freundschaftsspiele gegen bereits existierende Frauenmannschaften aus der Umgebung austragen. 1971 wurde offiziell der Spielbetrieb in der Kreisliga Buchen aufgenommen. 1975 wurde der Verein erstmals badischer Meister und nahm an der Endrunde um die deutsche Meisterschaft teil. 1977 wurde die Meisterschaft erneut gewonnen und man scheiterte erst im Halbfinale der Endrunde am späteren Vizemeister Oberst Schiel Frankfurt. 1981 machte sich die Frauenfußball-Abteilung unter dem jetzigen Namen selbstständig. 1982 wurde erneut das Halbfinale der deutschen Meisterschaft erreicht. Dieses Mal scheiterte man am FSV Frankfurt.
Der SC dominierte den badischen Frauenfußball zu dieser Zeit fast nach Belieben. Nach 1983, als die Nationalspielerinnen Silvia Neid und Petra Bartelmann zur SSG 09 Bergisch Gladbach wechselten, blieben die Erfolge zunächst aus. Als 1990 die Bundesliga gegründet wurde, war der SC dennoch mit dabei. Man belegte immer Plätze im gesicherten Mittelfeld. Den größten Erfolg der Vereinsgeschichte erlebte Klinge Seckach am 25. Mai 1996, als man im Berliner Olympiastadion um den DFB-Pokal spielte. Das Finale gegen den FSV Frankfurt ging mit 1:2 verloren. Der ganze Verein machte sich damals auf den Weg nach Berlin. Ein Jahr später schaffte man die Qualifikation für die eingleisige Bundesliga, aus der man jedoch nach einer Saison absteigen musste.
Der Wiederaufstieg gelang nicht, so dass der Verein in der Oberliga Baden-Württemberg weiterspielte. Nachdem viele Spielerinnen den Verein verlassen bzw. aus Altersgründen aufgehört hatten, musste man zwischenzeitlich in die Verbandsliga absteigen. Nach dem Wiederaufstieg musste man 2006 den Abstieg in die Verbandsliga Baden hinnehmen. Aus finanziellen Gründen wird großer Wert auf die Nachwuchsarbeit gelegt. In der Saison 2009/2010 gelang der Wiederaufstieg in die Oberliga, aus der man nach nur einem Jahr allerdings wieder abstieg. Seitdem spielt die Mannschaft durchgehend in der Verbandsliga Baden. Zu Beginn der Saison 2010/2011 verlegte man außerdem den Spielbetrieb von Großeicholzheim zum SV Muckental.

## Namenszusatz Klinge
Den Zusatz „Klinge“ im Vereinsnamen wurde bei der Vereinsgründung vom Gastgeber, dem Kinder- und Jugenddorf „Klinge“ (einem Ortsteil von Seckach) abgeleitet. Das Jugenddorf stellte dem Verein seine Sportanlagen für den Trainings- und Spielbetrieb zur Verfügung.

## Erfolge
- DFB-Pokal-Finalist 1996
- Mitglied der Frauen-Bundesliga 1990–1998
- Badischer Meister 1975, 1976, 1977, 1978, 1979, 1980, 1981 (als SV Schlierstadt), 1982, 1983, 1985, 1986, 1989, 1990
- Badischer Pokalsieger 1980 (als SV Schlierstadt), 1983, 1984, 1985, 1987, 1989, 1990, 1994, 1995, 1996, 2004, 2005

## Statistik
| Saison | Liga                       | Platz         | S             | U             | N             | Tore          | Punkte        | DFB-Pokal          |
| --- | -------------------------- | ------------- | ------------- | ------------- | ------------- | ------------- | ------------- | ------------------ |
| 1990/91 | Bundesliga Süd             | 6.            | 5             | 8             | 5             | 20:26         | 18:18         | Viertelfinale      |
| 1991/92 | Bundesliga Süd             | 5.            | 9             | 6             | 5             | 32:26         | 24:16         | Achtelfinale       |
| 1992/93 | Bundesliga Süd             | 7.            | 5             | 5             | 8             | 27:27         | 15:21         | 1. Runde           |
| 1993/94 | Bundesliga Süd             | 5.            | 7             | 4             | 7             | 28:32         | 18:18         | Halbfinale         |
| 1994/95 | Bundesliga Süd             | 4.            | 9             | 4             | 5             | 29:28         | 22:14         | Halbfinale         |
| 1995/96 | Bundesliga Süd             | 4.            | 10            | 4             | 4             | 28:17         | 34            | Finale             |
| 1996/97 | Bundesliga Süd             | 7.            | 5             | 5             | 8             | 27:33         | 20            | 1. Runde           |
| 1997/98 | Bundesliga                 | 11.           | 5             | 3             | 14            | 23:58         | 18            | Achtelfinale       |
| 1998/99 | Oberliga Baden-Württemberg | 10.           | 6             | 2             | 14            | 29:44         | 20            | 1. Runde           |
| 1999/2000 | Verbandsliga Baden         | nicht bekannt | nicht bekannt | nicht bekannt | nicht bekannt | nicht bekannt | nicht bekannt | nicht qualifiziert |
| 2000/2001 | Verbandsliga Baden         | 1.            | ?             | ?             | ?             | 57:9          | 39            | nicht qualifiziert |
| 2001/2002 | Oberliga Baden-Württemberg | 8.            | 2             | 1             | 13            | 18:62         | 7             | nicht qualifiziert |
| 2002/2003 | Oberliga Baden-Württemberg | 9.            | 6             | 3             | 13            | 34:68         | 21            | nicht qualifiziert |
| 2003/2004 | Oberliga Baden-Württemberg | 9.            | 7             | 4             | 11            | 34:54         | 25            | nicht qualifiziert |
| 2004/05 | Oberliga Baden-Württemberg | 6.            | 10            | 2             | 10            | 29:38         | 26            | 1. Runde           |
| 2005/2006 | Oberliga Baden-Württemberg | 10.           | 5             | 4             | 13            | 31:44         | 19            | 1. Runde           |
| 2006/2007 | Verbandsliga Baden         | 2.            | 14            | 2             | 2             | 69:17         | 44            | nicht qualifiziert |
| 2007/2008 | Verbandsliga Baden         | 6.            | 9             | 3             | 8             | 33:34         | 30            | nicht qualifiziert |
| 2008/2009 | Verbandsliga Baden         | 5.            | 10            | 3             | 9             | 69:56         | 33            | nicht qualifiziert |
| 2009/2010 | Verbandsliga Baden         | 2.            | 14            | 3             | 5             | 82:25         | 45            | nicht qualifiziert |
| 2010/2011 | Oberliga Baden-Württemberg | 11.           | 5             | 2             | 15            | 32:85         | 17            | 1. Runde           |
| 2011/2012 | Verbandsliga Baden         | 3.            | 14            | 2             | 4             | 63:23         | 44            | nicht qualifiziert |
| 2012/2013 | Verbandsliga Baden         | 7.            | 4             | 8             | 6             | 32:41         | 20            | nicht qualifiziert |
| 2013/2014 | Verbandsliga Baden         | 4.            | 11            | 0             | 9             | 50:30         | 33            | nicht qualifiziert |
| 2014/2015 | Verbandsliga Baden         | 9.            | 5             | 1             | 14            | 18:49         | 16            | nicht qualifiziert |
| 2015/2016 | Verbandsliga Baden         | 8.            | 7             | 2             | 13            | 25:39         | 23            | nicht qualifiziert |
| 2016/2017 | Verbandsliga Baden         | 6.            | 8             | 3             | 9             | 33:36         | 27            | nicht qualifiziert |
| 2017/2018 | Verbandsliga Baden         | 6.            | 12            | 3             | 7             | 45:38         | 39            | nicht qualifiziert |
| 2018/2019 | Verbandsliga Baden         | 7.            | 7             | 5             | 10            | 31:35         | 26            | nicht qualifiziert |
| 2019/2020 | Verbandsliga Baden         | 11.           | 1             | 1             | 10            | 6:34          | 0,33          | nicht qualifiziert |
| 2020/2021 | Verbandsliga Baden         | 10.           | 1             | 0             | 5             | 6:20          | 3             | nicht qualifiziert |
| 2021/2022 | Verbandsliga Baden         | 11.           | 3             | 4             | 15            | 26:57         | 13            | nicht qualifiziert |
| 2022/2023 | Verbandsliga Baden         | 5.            | 8             | 2             | 10            | 35:46         | 26            | nicht qualifiziert |
| 2023/2024 | Verbandsliga Baden         |               |               |               |               |               |               | nicht qualifiziert |
| Anmerkung: Grün unterlegte Spielzeiten kennzeichnen einen Aufstieg, rot unterlegte Spielzeiten einen Abstieg. |                            |               |               |               |               |               |               |                    |

## Bekannte Spielerinnen
Der SC Klinge Seckach brachte sieben Nationalspielerinnen hervor.
- Petra Bartelmann (später SSG 09 Bergisch Gladbach, TSV Siegen)
- Renate Lingor (später 1. FFC Frankfurt)
- Silvia Neid (später Bundestrainerin Deutsche Fußballnationalmannschaft der Frauen)
- Ulrike Ballweg (Co-Trainerin Deutsche Fußballnationalmannschaft der Frauen; seit 1. Januar 2020 Sportliche Leiterin für die weibliche Talentförderung)[1]
- Tanja Rastetter
- Christine Fütterer
- Claudia Weigand (U16-Nationalspielerin)[2]

## Stadion
Die Mannschaften tragen ihre Heimspiele in Großeicholzheim  (zwei Rasenplätze) aus. Im Jugenddorf Klinge in Seckach steht außerdem noch ein Hartplatz zur Verfügung.

## Mannschaften
- 1. Mannschaft: Verbandsliga Baden
- 2. Mannschaft: Kreisliga B Mosbach Baden (als SG Heidersbach/Klinge Seckach 2)
- B-Juniorinnen: Oberliga (nach 10 Spielen 2016/17 zurückgezogen, spielen jetzt als SC Klinge Seckach 2 in der Landesliga)
- D-Juniorinnen: Landesliga